# Cristian Segura i Arasa
Cristian Segura i Arasa (Barcelona, 1978) és un periodista i escriptor català. Actualment treballa a El País i a Catalunya Ràdio. El 2011 guanyà el premi Josep Pla de narrativa per El cau del conill.

## Biografia
Nascut a Barcelona el 1978, Cristian Segura està graduat en Periodisme per la Universitat Ramon Llull. Entre el 2003 i el 2010 va exercir la seva professió a Berlín i a Pequín, i ha col·laborat en algunes revistes econòmiques internacionals. Ha escrit per a diversos diaris i setmanaris, com ara El País, l'Avui, Mundo Deportivo i l'Ara. També col·labora a El matí de Catalunya Ràdio amb la secció «El calidoscopi de Cristian Segura».
Va debutar el 2011 com a novel·lista amb l'obra El cau del conill, llibre que li va donar el premi Josep Pla de narrativa. En ell narra irònicament la història d'una família burgesa actual en decadència explicada pel seu patriarca, el senyor Amadeu Conill. El 2013 va presentar Ciment armat.

## Obra publicada
- El cau del conill (Destino, 2011)
- Ciment armat (Columna, 2013)
- Viaje al Ussuri. Tras los pasos de Dersú Uzalá, amb Andrea Rodés Montoliu (Altaïr, 2014)
- La sombra del ombú, (Lectio, 2016)
- Gent d'ordre. La desfeta d'una elit (Galaxia Gutenberg, 2021)

## Premis i reconeixements
- 2011: Premi Josep Pla de narrativa per El cau del conill[4]